# Алън Бол (футболист)
Алън Бол-младши (на английски език – Alan James Ball, Jr.) е знаменит английски футболист и треньор, световен шампион с националният отбор на Англия през 1966 година.

## Футболна кариера
Алън Бол е роден в семейството на треньор по футбол. Поради дребния му ръст, Алън не е взет в нито един професионален тим. Въпреки това, с помощта на баща си, Алън е записан в редиците на ФК Блакпул.
През май 1965 г., прави дебюта си за националния отбор на Англия, в мача срещу Югославия, игран пред препълнените трибуни в Белград. Младият играч се понравил силно на легендарния треньор на англичаните – Алф Рамзи, който го взима в разширения състав за Световната купа по футбол през 1966 година. Въпреки че Бол не вкарва нито един гол на първенството, той има основно участие в две атаки, в решителния финален мач, което доведе до гол в германската врата.
След този успех, младият играч е набелязан за трансферна цел от елитния ФК Евертън, като преминава в редиците на „карамелите“, за рекордната сума от £ 110 000. Треньорът на Евъртън формира страховита средна линия, съставена от Бол, Колин Харви и Хауърд Кендъл. С този състав спечелва шампионата на Англия през 1970 г., и достига до финала на Купата на Англия. Следващият сезон е закупен от гиганта Арсенал, за повече от £ 200 000.
Скоро след трансфера си при „артилеристите“, 26-годишният Бол става капитан на отбора. През 1975 г. Бол получава сериозна контузия, която го вади за дълго време от терена. Година по-късно, Бол и неговите съотборници от „Арсенал“ са заплашени от изпадане, но включването отново в игра на Бол ги спасява от унижението.
След Арсенал, Бол преминава в тима на „светците“ – ФК Саутхемптън. Там той играе само половин сезон, но този половин сезон е един от най-добрите периоди в кариерата на Бол.
През 1978 г. Алън решава по примера на други известни футболисти от онова време, да заиграе в Северна Америка, където в тези години се формира нова футболна лига, в която отборите привличат най-известните играчи на Европа и Южна Америка. В Америка, Бол играе за „Филаделфия Фюри“ и канадския тим на „Ванкувър Уайткепс“.
През 1980 г. се завръща в родината, където става част от родния ФК Блекпул, където е играещ треньор. Бол обаче е недолюбван от феновете, и през 1981 г. окончателно напуска родният клуб. След това, Алън се завръща в Саутхемптън, а малко по-късно играе в Хонг Конг.
Бол завършва кариерата си в тима на Бристол Роувърс.

## Треньорска кариера
През 1984 г. Бол ръководи ФК Портсмут. Той успява да изкачи отборът в елита през 1987 г., но там няма успехи с отбора. По-късно става мениджър на отборите на ФК Стоук Сити и ФК „Екзитър Сити“.
През 1994 г. Бол извежда отборът на Саутхемптън във Висшата лига, и достига со престижното десето място. През 1995 г. Алън застава начеро на Манчестър Сити. Клубът започва с кошмарните 2 точки в 11 мача. След това нещата започнаха да се оправят, но в края на сезона неочаквано напуска. След това Бол се оттегля от треньорската кариера.
През 1998 г. Бол за малко е начело на „Портсмут“, но по-късно прекратява треньорската си кариера.
След това работи като радио и телевизионен коментатор.

## Кончина
На 25 април 2007 година, Бол се опитва да потуши пожар, пламнал в градината на къщата му. По време на този пожар, Бол получава сърдечен удар, когато е само на 61 години. Смъртта на Алън Бол изпраща футболната общественост в шок. Преди всички мачове от Висшата лига е обявена минута мълчание в негова памет.